# Andrzej Jakubowicz
Andrzej Jakubowicz (ur. 28 stycznia 1958 w Rymanowie) – polski tenisista stołowy, medalista mistrzostw świata i Europy, wielokrotny medalista mistrzostw Polski.

## Życiorys
Jest wychowankiem Siarki Tarnobrzeg. Od 1976 występował w AZS-AWF Gdańsk (do 1981 pod nazwą AZS-WSWF Gdańsk). W latach 80 wyjechał do Francji i reprezentował kluby francuskie.
Reprezentował Polskę na mistrzostwach świata w 1981, 1983 i 1985 oraz na mistrzostwach Europy w 1978, 1980, 1984 i 1986. W 1985 został brązowym medalistą mistrzostw świata w turnieju drużynowym. W 1984 został srebrnym, a w 1986 brązowym medalistą mistrzostw Europy w turnieju drużynowym.
Na akademickich mistrzostwach świata w 1980 zdobył mistrzostwo w grze podwójnej oraz w turnieju drużynowym, a w 1984 zdobył srebrny medal w turnieju drużynowym i srebrny w grze podwójnej, a w 1985 zdobył razem z AZS AWF Gdańsk Klubowy Puchar Mistrzów
Na indywidualnych mistrzostwach Polski seniorów zdobył: w grze pojedynczej – trzy brązowe medale (1983, 1984, 1986), w grze podwójnej – dwa złote medale (1982, 1986), dwa srebrne medale (1984, 1985) oraz dwa brązowe medale (1978, 1980), a w grze mieszanej – jeden srebrny medal (1982).